# Episodi de Le sorelle McLeod (seconda stagione)
La seconda stagione della serie televisiva Le sorelle McLeod è stata trasmessa in prima visione in Australia da Nine Network nel 2002.
In Italia è stata trasmessa in prima visione in chiaro da Rai 1 e sul satellite da Hallmark Channel.

Personaggi della serie televisiva

| nº | Titolo originale           | Titolo italiano          | Prima TV USA | Prima TV Italia |
| -- | -------------------------- | ------------------------ | ------------ | --------------- |
| 1  | The Drover's Connection    | Rapporti difficili       |              |                 |
| 2  | Through the Looking Glass  | Lo specchio della verità |              |                 |
| 3  | Desperate Measures         | Misure drastiche         |              |                 |
| 4  | The Bore War               | Guerra per l'acqua       |              |                 |
| 5  | Hello Stranger             | Bentornato straniero     |              |                 |
| 6  | A Dry Spell                | Fine di un incantesimo   |              |                 |
| 7  | Three's a Crowd            | Uno di troppo            |              |                 |
| 8  | The Bridle Waltz           | Matrimonio all'orizzonte |              |                 |
| 9  | To Have and to Hold        | Nuovi e vecchi amori     |              |                 |
| 10 | Home is Where the Heart Is | Ritorno a casa           |              |                 |
| 11 | Wildfire                   | Wildfire                 |              |                 |
| 12 | Hounded                    | Caccia alla volpe        |              |                 |
| 13 | Steer Trek                 | Deviazione               |              |                 |
| 14 | Brave J                    | Brave J                  |              |                 |
| 15 | You Can Leave Your Hat On  | Strip con sorpresa       |              |                 |
| 16 | Stripped Bare              | Furto di massa           |              |                 |
| 17 | Blame it on the Moonlight  | Tutta colpa della luna   |              |                 |
| 18 | Made to be Broken          | I fantasmi del passato   |              |                 |
| 19 | Best of Enemies            | La mia migliore nemica   |              |                 |
| 20 | Wind Change                | Aria nuova               |              |                 |
| 21 | No More Mr. Nice Guy       | Fine dell'incanto        |              |                 |
| 22 | Future Perfect             | Futuro incerto           |              |                 |